# Indigofera ammoxylum
Indigofera ammoxylum är en ärtväxtart som först beskrevs av Dc., och fick sitt nu gällande namn av Roger Marcus Polhill. Indigofera ammoxylum ingår i släktet indigosläktet, och familjen ärtväxter. Inga underarter finns listade i Catalogue of Life.